# Iphigenia socotrana
Iphigenia socotrana es una especie de planta fanerógama perteneciente a la familia Colchicaceae. E un endemismo de Socotra en Yemen.

## Hábitat y ecología
Es una planta ocasional que se encuentra en zonas de arbustos suculentos en las escarpas de piedra caliza que dan al norte, por lo general en lugares con sombra entre rocas o en las grietas de las rocas, a una altitud de 50 a 150 metros. Una planta más bien discreta con hojas herbáceas como los de un mechón insertado y con los frutos colgantes. 

## Taxonomía
Iphigenia socotrana fue descrita por Mats Thulin y publicado en Nordic Journal of Botany 15: 403. 1995[1996].